# Piwosznik
Piwosznik, piwoszek, diabeł piwny – demon ze słowiańskich wierzeń ludowych; stworek zapędzający ludzi do karczmy, a nieraz wpędzający w uzależnienie. Był widzialny wyłącznie dla jego ofiar, dla reszty pozostawał niewidoczny.